# 萨尔玛·索劳恩
萨尔玛·索劳恩·坎波斯（西班牙語：Salma Solaun Campos，2005年3月2日—），西班牙艺术体操运动员，2022年世界艺术体操锦标赛团体、集体全能和5人圈操铜牌得主、2023年世界艺术体操锦标赛5人圈操银牌得主和集体全能铜牌得主。